# Јелићи (Вишеград)
Јелићи су насељено мјесто у општини Вишеград, Република Српска, БиХ. Према попису становништва из 1991. у насељу је живјело 90 становника. Насеље је до 1981. године било део некадашњег насеља Каоштица.

## Становништво
| Демографија---- | Демографија---- | Демографија---- |
| Година          | Становника      | Становника      |
| --------------- | --------------- | --------------- |
| 1948.           | 0               |                 |
| 1953.           | 87              |                 |
| 1961.           | 0               |                 |
| 1971.           | 0               |                 |
| 1981.           | 0               |                 |
| 1991.           | 90              |                 |